# تجمع وادي لميا (حجر)

تعديل مصدري - تعديل

تجمع وادي لميا هي إحدى قرى عزلة الجول بمديرية حجر التابعة لمحافظة حضرموت، بلغ تعداد سكانها 17 نسمة حسب تعداد اليمن لعام 2004.